# Occupy-protesten in Nederland

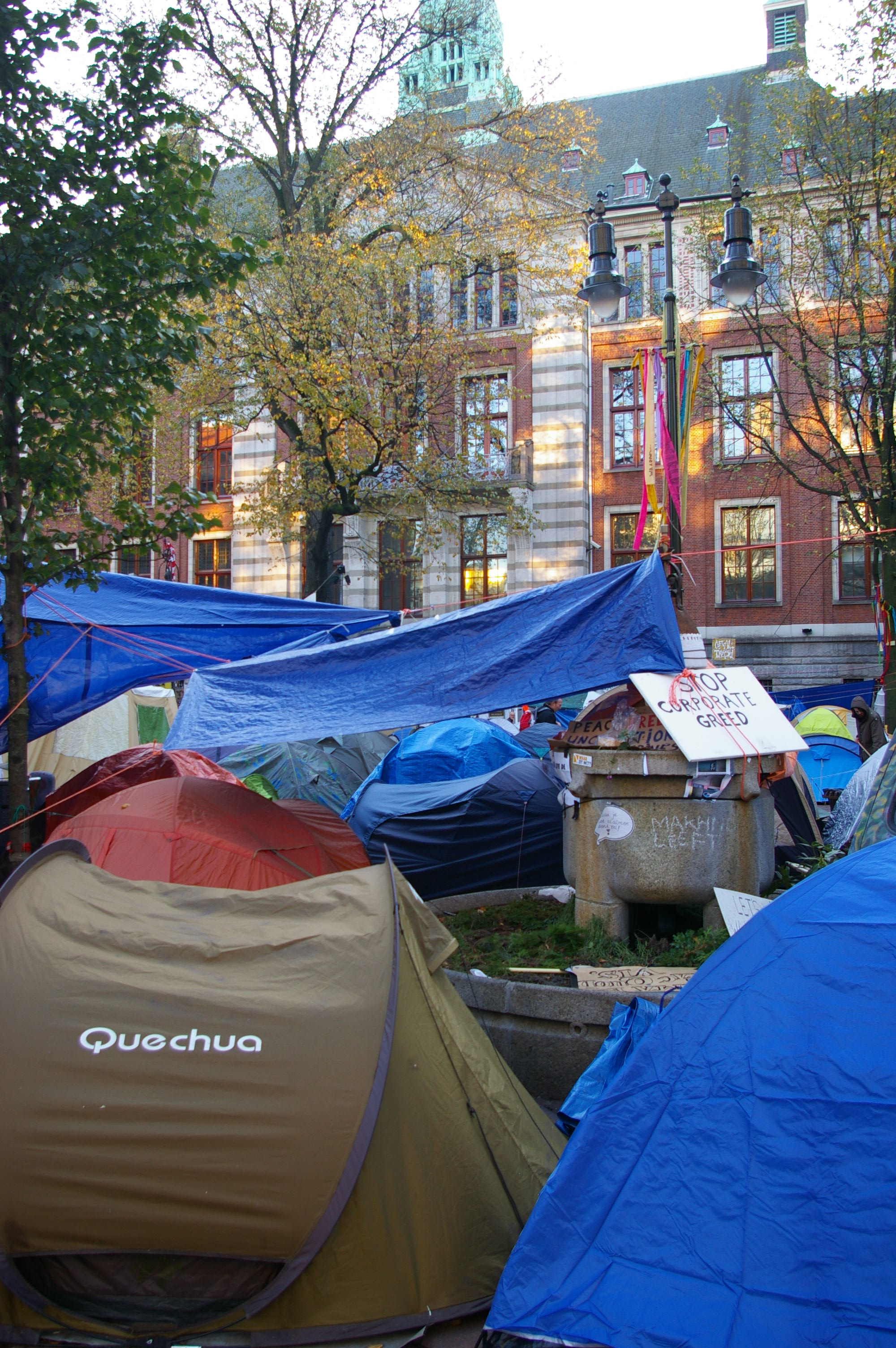
Tentenkamp van Occupy Amsterdam

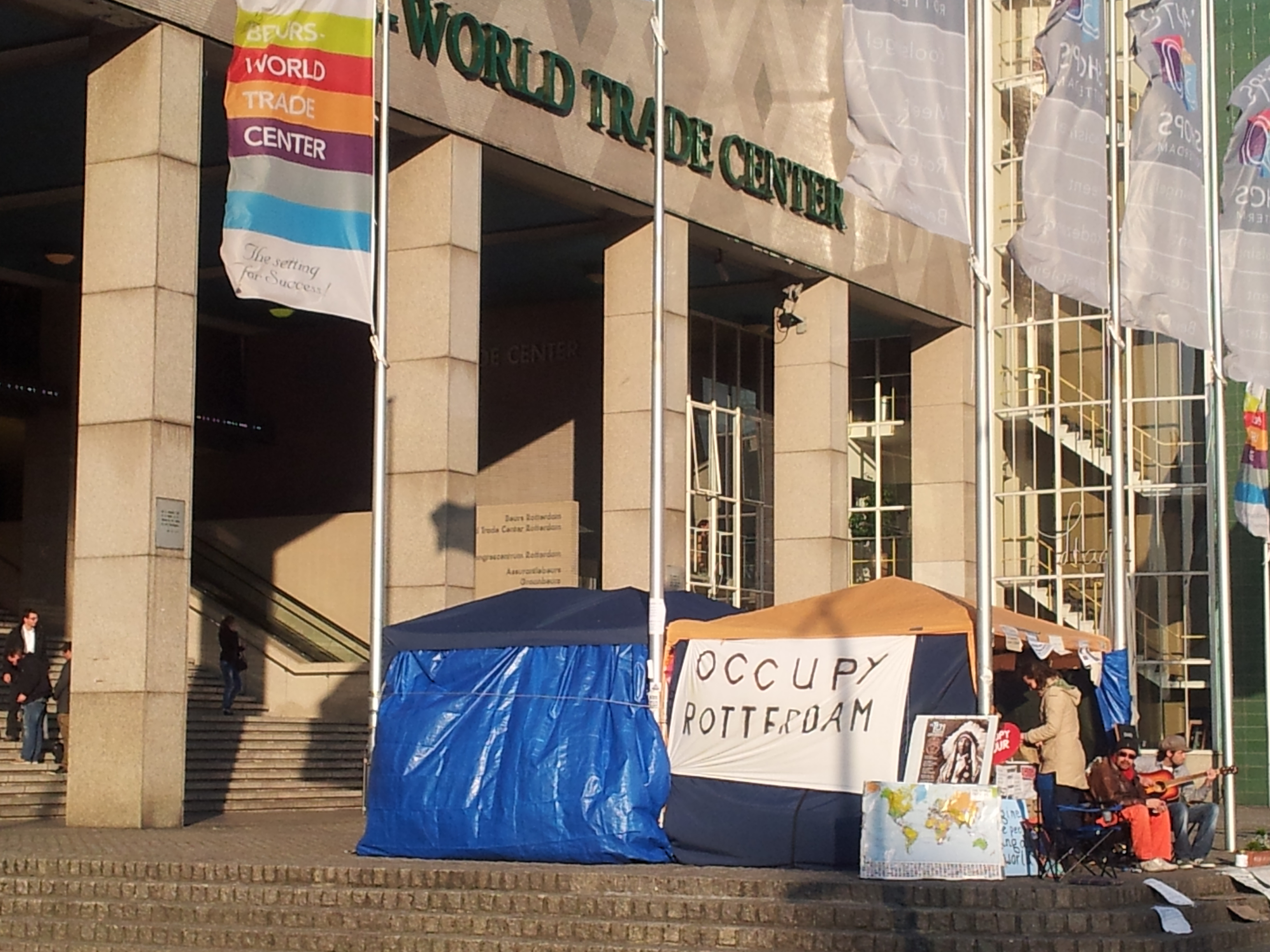
Occupy-kamp bij het Beurs World Trade Center in Rotterdam

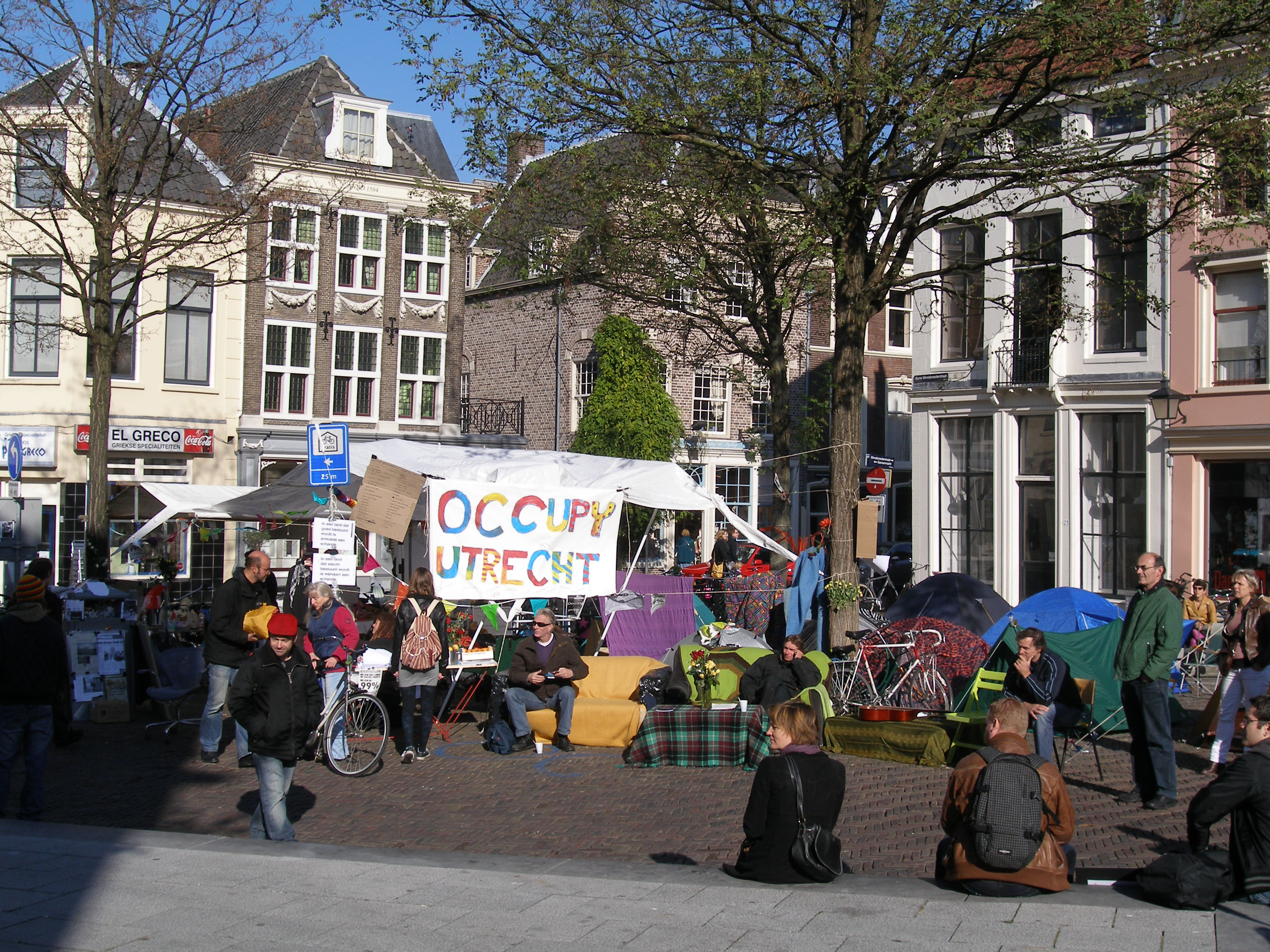
Tentenkamp op de Ganzenmarkt in Utrecht

Vanaf 15 oktober 2011 vonden er Occupy-protesten in Nederland plaats als onderdeel van de Occupyprotesten wereldwijd. Deze protesten begonnen met Occupy Wall Street sinds 17 september 2011 in Zuccotti Park in New York, dat permanent bezet werd uit protest tegen economische ongelijkheid en de manier van handelen in de wereldwijde financiële sector, maar met name die in de Verenigde Staten.
Op zaterdag 15 oktober waren er demonstraties en manifestaties in Amsterdam (Beursplein) en ook in Den Haag (Malieveld) werd een tentenkamp opgezet. In Utrecht ontstond in de loop van de week een tentenkamp op de Ganzenmarkt. Op 22 oktober werden er acties georganiseerd in Amsterdam, Amersfoort, Arnhem, Emmen, Enschede, Groningen, Den Haag, Heerenveen, Heerlen, Hendrik-Ido-Ambacht, Leeuwarden, Nijmegen, Rotterdam, Utrecht en Venlo. Op 29 oktober werden in 30 steden acties aangekondigd en startte in Rotterdam een tentenkamp op het Beursplein en in Alkmaar. Op 1 november startte een tentenkamp in Haarlem, op 5 november in Dordrecht, Eindhoven en Doetinchem en op 10 november in Leeuwarden.

## Imago, media-aandacht en publieke opinie
Veel Occupy-kampen hadden in eerste instantie een aanzuigende werking op mensen uit alle gelederen van de bevolking, van jong tot oud en links tot rechts, tot de wereld zich halverwege december 2012 Occupy-moe begon te betonen. Dat de kraakbeweging zich erbij betrokken begon te verklaren deed de beweging geen goed. In veel steden begonnen ondernemers en sommige voorbijgangers zich uiteindelijk te storen aan de tentenkampen. Op Occupy-locaties gemaakte YouTube-filmpjes werden door media als GeenStijl gebruikt om een negatief imago te onderbouwen.

## Occupy Amsterdam
Op 15 oktober 2011 was er een grote manifestatie op het Beursplein waarbij ook Tweede Kamerleden Ronald Plasterk (PvdA) en Emile Roemer (SP) aanwezig waren. Jelle Brandt Corstius draaide de film Inside Job. Het beursgebouw werd behangen met boodschappen en op maandag waren er ludieke acties bij de opening van de beurs. Het tentenkamp breidde zich in de loop van de week uit tot 100 tentjes. Op 22 oktober was er een mars naar De Nederlandsche Bank aan het Frederiksplein waar naar schatting zo'n 500 mensen aan deelnamen, en trad de Amerikaanse zanger Michael Franti op. Op 23 oktober hield Ingeborg Beugel een toespraak over de Griekse Occupy-beweging.
Op 28 oktober ontstond op het Museumplein een tweede Amsterdams kamp omdat het Beursplein te klein werd en wegens (alcoholgerelateerde) overlast door voorbijgangers. Op het Museumpleinkamp zouden strengere regels gelden, waaronder verplichte nachtrust en registratie van de deelnemers maar overnachten werd hier niet toegestaan door de politie. Burgemeester Eberhard van der Laan wil liever geen tweede kamp en stelt verhuizing van de gehele beweging naar de Zuidas voor. Op 29 oktober droeg Bob Fosko op het Beursplein voor uit zijn boek. Op 11 november kwam DJ Isis draaien.
Op 6 november 2011 werd het leegstaande Groot Laboratorium van Shell (BPM) naast de Toren Overhoeks in Amsterdam-Noord door Occupy-aanhangers 'bezet'. Op 8 december werd een deel van het tentenkamp op het Beursplein ontruimd. Op 27 januari 2012 werd het inmiddels in een chaotische toestand geraakte voormalige Shell-gebouw door de politie ontruimd, onder meer ter bescherming van de grote gedenkramen in het gebouw. De Occupybeweging had het gebouw reeds veel eerder verlaten.
Op 24 maart 2012 ontruimden de betogers van Occupy Beursplein hun kamp, nadat de rechter in kort geding de gemeente Amsterdam in het gelijk had gesteld, die de betogers had gesommeerd te vertrekken.

## Motivatie en doelen
De beweging verklaarde zich solidair met Occupy Wall Street. De deelnemers deelden ongenoegens met betrekking tot de macht van banken en aandelenbeurzen, bonuscultuur en sociale ongelijkheid terwijl de beweging geen exacte doelen of ideeën voor oplossingen formuleerde. Occupy Amsterdam had als doel gezamenlijk te komen tot het formuleren van een boodschap.
Op zondag 8 januari werd in Den Haag tijdens een landelijke Occupy-vergadering een statement opgesteld.

## Tentbezetting
Halverwege oktober 2012 werden er reportages gemaakt van tenten 's die nachts leeg zouden blijken. Met een infraroodcamera werd geconstateerd dat in Amsterdam de tenten voor 80% a 90% leeg waren. Zoals dit fenomeen ook door journalisten in Londen werd geconstateerd.
De beweging beweerde zelf dat ze met een ruimtegebrek kampten en zelf controleerden of de tenten beslapen werden door middel van lintjes aan de ritsen van de tenten. Er werden dagelijks tenten opgeruimd waar niemand in sliep en er waren twee gemeenschappelijke slaaptenten die beslapen werden door tientallen mensen. Dit werd bevestigd door de niet-commerciële media. Aan het eind van oktober werden een aantal mensen van een kamp verwijderd die het gebruikten als goedkope opvang.
Uit eigen mediabronnen van Occupy London bleek dat de warmtecamera's niet werkten op de tenten. In Londen demonstreerden de occupiers dit door een eigen infraroodcamera aan te schaffen en te laten zien dat tenten die bezet waren door 5-10 mensen geen warmte naar buiten lieten zien. Dit omdat de tenten aan de buitenkant zelf ijskoud bleken. In deze demonstratie werd echter slechts één tent in beeld getoond zonder een duidelijk vergelijk te maken met omringende lege tenten. De Occupy-beweging in Londen gaf toe dat een deel van de tenten inderdaad leeg was omdat mensen ook andere verplichtingen hadden en dus niet altijd in staat waren om aanwezig te zijn. De bezettingsgraad van de tenten zou veel meer dan de 10% blijken die werd gesuggereerd door sommige media.
De tien tenten in Groningen (28 oktober 2011) werden niet gebruikt voor het slapen omdat men wilde voorkomen dat het kampement verboden zou worden vanwege wildkamperen. De tenten werden gebruikt om voorraad in op te slaan, en dienden ter bescherming en rustplaats voor de wisselende groep Occupiers. Gedurende de nacht werd de locatie bewaakt. Op 29 januari 2012 werd ontruiming van het tentenkamp in Den Haag door de rechter verboden. De actievoerders moesten tussen 22.00 uur 's avonds en 08.00 uur 's morgens het kamp verlaten. Twee 'bewakers' mochten in het tentenkamp blijven, maar niet slapen.
Volgens een initiatiefnemer van Occupy mocht tellen dat niet het slapen maar vooral het protest het hoofddoel was.

## Organisatie en geschiedschrijving
De beweging kende geen leider(s), streefde naar een zo horizontaal mogelijke organisatie - ("ieder mens doet wat t'ie kan, waar hij/zij goed in is") - en werd gesteund door vakbonden, Avaaz, internetgroep Anonymous, the Zeitgeist Movement en verschillende beroemdheden, onder wie Pete Seeger, filmmaker Michael Moore, Susan Sarandon, Roseanne Barr, Naomi Klein, Immortal Technique, Lupe Fiasco en Nobelprijswinnaar Joseph Eugene Stiglitz. Op 20 oktober 2011 bezochten de Tweede Kamerleden Tofik Dibi en Khadija Arib de bezetting in New York.
Activiteiten werden op lokaal niveau georganiseerd. Besluiten werden bij consensus genomen op de general assembly.
Af en toe werd er een landelijke Occupy-dag georganiseerd, waarbij zo veel mogelijk Nederlandse Occupyers bij elkaar kwamen om gezamenlijke plannen en ideeën te bedenken.
Daarnaast werd de Occupedia in het leven geroepen. Een site vergelijkbaar met Wikipedia waarop meer en meer ondersteunende content werd verzameld, terwijl deze site uiteindelijk om nog altijd niet achterhaalde redenen halverwege 2013 weer van het net zou verdwijnen. Freddie Klifman heeft er als een van de Nederlandse betrokkenen daarbij en daarachter, nooit een verklaring voor willen of weten te geven, terwijl wel duidelijk werd dat bijdragen van Keimpe de Jong en anderen op een gegeven moment niet meer welkom waren en de site werd bloot gesteld aan bombardementen van, en werd overschreven door, ontelbare nonsens-berichten. (Zoeken op 'occupedia.nl' via bijvoorbeeld Google geeft die overschrijvingen met en door nonsens nog altijd weer in de resultaten). Sporen van de website, (van voor en na het bombardement), zijn terug te vinden via de Wayback Machine.
Vanwege dat meer en meer ontoegankelijk en onbetrouwbaar raken van occupedia.nl werd begin 2013, behalve naar de 99Wiki, vooral uitgeweken naar de internationale site wiki.occupy.net. Zoveel als mogelijk vergaarde en geschreven informatie werd daar naartoe overgeheveld om een backup te organiseren en een en ander veilig te stellen. In tegenstelling tot occupedia.nl blijkt wiki.occupy.net meer compleet door de Wayback Machine geïndexeerd te zijn, en valt daar het meeste - inclusief doorlinken - nog wel op terug te vinden. (NB: Een indexering van de documentaire over 'De denktank in Lissabon' op initiatief van socioloog Manuel Castells - Kort na aanvang van de financiële crisis in 2008 verzamelde Castells een kleine groep van internationale topintellectuelen om zich heen om over de crisis na te denken - evenals een link naar het onderwerp 'Amerika, het gedroomde land ?' heeft opvallend genoeg niet plaats gevonden).